# Gransjöberget, Vindelns kommun
Gransjöberget är ett naturreservat i Vindelns kommun i Västerbottens län.
Området är naturskyddat sedan 2016 och är 24 hektar stort. Reservatet omfattar den nedre branta västsluttningen av Gransjöberget ner mot Gransjön. Reservatet består av barrblandskog med inslag av lövträd.